# Yuksporita
La yuksporita es un mineral de la clase de los inosilicatos, y dentro de esta pertenece al llamado “grupo de la umbita”. Fue descubierta en 1922 en la montaña Yukspor del macizo de Jibiny (Rusia), siendo nombrada así por esta montaña. Un sinónimo poco usado es juxporita.

## Características químicas
Es un silicato hidroxilado e hidratado de varios metales: potasio, calcio, sodio, estroncio, manganeso, titanio y niobio. La estructura molecular es la de inosilicato del tipo anfíbol con cadenas dobles de tetraedros de sílice.
Además de los elementos de su fórmula, suele llevar como impurezas: aluminio, hierro, magnesio, cloro, bario y flúor.

## Formación y yacimientos
Aparece en vetas de rocas alcalinas diferenciadas de tipo sienita con nefelina.
Suele encontrarse asociado a otros minerales como: titanita, pectolita, astrofilita, biotita, egirina, kalsilita, feldespato potásico, lamprofilita, wadeíta o tausonita.